# Peabiru
Peabiru is een gemeente in de Braziliaanse deelstaat Paraná. De gemeente telt 13.347 inwoners (schatting 2009).

## Aangrenzende gemeenten
De gemeente grenst aan Araruna, Barbosa Ferraz, Campo Mourão, Corumbataí do Sul, Engenheiro Beltrão, Fênix, Quinta do Sol en Terra Boa.